# Chlorognesia glaucochlora
Chlorognesia glaucochlora är en fjärilsart som beskrevs av George Francis Hampson 1894. Chlorognesia glaucochlora ingår i släktet Chlorognesia och familjen nattflyn. Inga underarter finns listade i Catalogue of Life.